# Битва при Везенберге (1708)
Би́тва при Везенбе́рге — сражение, произошедшее 5 (16) августа 1708 года в ходе Северной войны, в котором русские войска под командованием Фёдора Апраксина разгромили шведский отряд у Везенберга, к западу от Нарвы на территории Шведской Эстонии.

## Предыстория
В 1708 году шведское верховное командование планировало вернуть Ингерманландию, потерянную в 1703 году. Главный удар должна была нанести финская армия под командованием Георга Либекера. Шведские войска в Эстонии и Лифляндии были немногочисленны, поэтому их задачей было прикрытие провинций и сковать русские контингенты в Дерпте и Нарве.  В июле 1708 года кавалерийский и пехотный полки были передислоцированы из Ревеля в Везенберг, чтобы защитить Эстонию от русских набегов из Нарвы.
Пехотным полком командовал Ганс Хенрик фон Ливен. Однако в августе 1708 года он вернулся в Ревель. Командиром полка стал Генрих Иоганн фон Шлиппенбах. Кавалерийским полком командовал подполковник Иоахим Фридрих фон Ливен. Летом 1708 года полк насчитывал 600 человек. В результате общая численность войск перед Везенбергом составила 1500 человек.
9 августа русский разведывательный патруль уничтожил шведский конный патруль около Везенберга и взял в плен шесть шведов. Пленные рассказали о двух полках в Везенберге.  Русский командующий, генерал-адмирал Фёдор Апраксин, решил атаковать эти два полка. Его корпус состоял из драгунского полка под командованием полковника Василия Монастырева общей численностью 1000 драгун, 300 драгун из дивизии Бауэра , 500 казаков под командованием Бехметева и трех пехотных батальонов из гарнизона Нарвы. Всего это составляло от 3000 до 3300 человек.

## Ход сражения
Войска Апраксина покинули Нарву 26 августа 1708 года, направляясь на запад. В тот же день русские разрушили небольшое шведское укрепление на реке Зем, которое удерживали две пехотные когорты общей численностью 150 человек и 40 кавалеристов. Пленные раскрыли больше информации о шведских силах в Везенберге. Апраксин решил наступать дальше на запад. Его авангард состоял из 500 казаков под командованием Бехметева, за которыми следовали драгуны Апраксина и, наконец, пехота. Когда русский авангард достиг шведского лагеря в Винне примерно в двух милях от Везенберга, они обнаружили шведов уже в боевом порядке и готовых к бою. Бехметев решил отступить, чтобы дождаться основных сил русских войск. Шведы последовали за ним, но драгуны Апраксина вовремя достигли поля битвы в миле к западу от Везенберга и атаковали шведов, преследовавших Бехметева.
Они отразили русскую атаку, поэтому Апраксин отступил, чтобы дождаться прибытия русской пехоты. Когда последняя достигла поля битвы , русские построились в линию расстрела и снова атаковали шведов. Апраксин писал, что обе линии расстрела приблизились на расстояние 45 метров. Шведы дали только один залп, а затем отступили. Шведская кавалерия также отступила с небольшими потерями. Однако путь отступления шведской пехоты был отрезан русской кавалерией. В результате шведская пехота была полностью уничтожена русскими. По словам самого Апраксина, 244 шведа были взяты в плен, включая Генриха Юхана фон Шлиппенбаха. Говорят, что 916 шведов погибли; по другим данным, 704 человека. Апраксин оценивает потери русских всего в 16 убитых и 53 раненых. Цифры потерь шведской стороны, вероятно, преувеличены.

## Последствия
После уничтожения шведского контингента Апраксин и его войска смогли отступить на восток к финской армии Любекера, которая одновременно переправилась через Неву и двинулась на запад. В то же время эффективное облегчение финской армии Любекера путем связывания значительных русских контингентов из шведской Эстонии уже не было доступно. Любекер и его армия были изолированы на вражеской территории и должны были нести основную тяжесть операций в одиночку в условиях тактики «выжженной земли».